# Hvězdoš jarní
Hvězdoš jarní (Callitriche palustris) je obojživelná rostlina, druh rodu hvězdoš, rostoucí ve vodním prostředí i na pevné půdě ve vlhkém substrátu.

## Výskyt
Je rozšířen převážně na severní polokouli. Roste téměř v celé Evropě vyjma středomořských oblastí, Britských ostrovů a zemí Beneluxu kde je poměrně vzácný. Vyskytuje se v Rusku od západních hranic přes celou Sibiř až na Dálný východ, dále v Japonsku, Koreji, na Tchaj-wanu a téměř v celé Číně severně od Himálají. Na území Severní Ameriky vyrůstá od Mexika přes Spojené státy do Kanady i Grónska. Jako zavlečený druh byl zaznamenán v Austrálii, na Nové Guineji i Nové Kaledonii. V České republice se vyskytuje roztroušeně až hojně téměř po celém území, hlavně však v mezofytiku rybničních oblastí v západní polovině státu.
Je to rostlina rostoucí jak trvale ve vodním prostředí, tak i v místech která bývají na čas bez vody, je typický zástupce druhu ze stanovišť s kolísajícím vodním sloupcem. Ve vodních nádržích roste většinou na sluncem prohřátých okrajích s plytkou vodou. Vyrůstá také z vlhkého bahnitého substrátu, např. z obnažených den rybníků kde často dominuje. Osídluje různé terénní sníženiny zaplavované vodou, mělké tůně, mokřadní louky a rozličné kaluže. Vyskytuje se od nížin až do výšky téměř 3000 m n. m. v mezotrofních až eutrofních vodách. V Evropě, na rozdíl od Severní Ameriky, neroste v tekoucích vodách.

## Popis
Je to jednoletá jednodomá rostlina žlutozelené nebo světle zelené barvy. V uzlinách větvené křehké lodyhy bývají dlouhé obvykle do 30, výjimečně i do 70 cm, ve dnu koření tenkými niťovými kořínky. Delší lodyhy ve vodě rostoucích rostlin jsou na konci zakončené plovoucí růžici listů složenou ze 7 až 15 listů, u pozemních jedinců jsou lodyhy kratší, často v uzlinách vypouštějí kořínky a nemají na koncích růžice.
Lodyha, z počátku drobně chlupatá stejně jako listy, je hustě porostlá vstřícnými polymorfními listy dlouhými 1,5 až 21 mm a širokými 0,4 až 4,5 mm, jejich 1 až 5žilné celokrajné čepele mívají nejčastěji tvar úzce čárkovitý až kopinatý; listy růžice bývají obvykle obvejčité.
Drobné, jednopohlavné květy bez okvětí se normálně vyvíjejí pouze vynořené. V listové růžici vyrůstá v obou paždích protilehlých listů nejběžněji po jednom nebo dvou květech, většinou rozdílného pohlaví. Samčí květ má tyčinku s nitkou dlouhou 0,2 až 3 mm a prašník se žlutými, kulovitými nebo mírně elipsoidními pylovými zrny. V samičím květu jsou dvě vzpřímené nebo slabě zakřivené čnělky vyrůstající ze svrchního dvoupouzdrého semeníku, v každém pouzdru je po dvou vajíčkách. Zprvu dvoudílný semeník se po opylení stává sekundárně čtyřdílným. Počet chromozomů (2n) = 20.

## Opylování
U hvězdoše jarního dochází při opylování k tzv. vnitřní geitonogamií. V samčím květu klíčí pylová láčka již v prašníku a prorůstá nitkou tyčinky a vegetativním pletivem až do čtyřdílného semeníku ve vedlejším květu rostoucího ve stejném nebo protilehlém paždí listu. Prašníky se vůbec neotvírají a vytvářejí málo pylu, zpravidla je v prašníku jen několik pylových zrn. K tomuto opylení dochází bez ohledu zda je květ ve vodě nebo nad vodou.
Připouští se, že k opylení květů čnících zpod listů plovoucích růžic může dojít i anemogamií (pylem roznášeným větrem) nebo epihydrogamií (pylem plovoucím po hladině). Po opylení samičího květu se tyčinky a blizny stáčejí pod hladinu a plody se vyvíjejí ponořené. Rostlina vykvétá od června do srpna a semena dozrávají od září do října.

## Rozmnožování
Plodem je poměrně malá, tmavě hnědá až černá obvejčitá nebo široce eliptická tvrdka složená ze 4 dílků (semen). Je vždy vyšší než širší a v suchém stavu je obvykle dlouhá 0,9 až 1,2 mm a široká 0,7 až 0,9 mm. Na vrcholu nebo po celém obvodu má úzké křídlo o šířce maximálně do 0,15 mm, nemá na sobě zbytky po čnělce. Hvězdoš jarní se může rozmnožovat jak semeny, tak i vegetativně pomoci zakořeňování lodyh a jejich úlomků. 